# 鉴证英雄世界徽章军品博物馆
鉴证英雄世界徽章军品博物馆是一间位于中国广东省惠州市的民办军事类博物馆，于2018年9月20日挂牌成立。该馆现时的馆址位于龙丰金迪星苑小区，创办人为刘·戈日勒。

## 历史
该博物馆的创办者刘·戈日勒自1989年起即开始筹备该馆的建设工作。至2015年，刘·戈日勒已透过寻访有关人士的方式，于全球范围内收集了4.6万余枚抗日战争英雄勋章。2010年，该博物馆正式开办。2015年，该馆成为惠州市红色文化促进会的爱国主义教育基地。
2018年9月20日，该馆在惠州市文化广电新闻出版局等部门推动下挂牌成立，成为该年惠州市挂牌成立的第一间民办博物馆。同日，该馆被纳入惠州市文博系统进行管理。此外，该馆则计划在进一步完善藏品后正式免费向公众开放。

## 展览
现时的鉴证英雄世界徽章军品博物馆馆舍占地面积为1000余平方米，馆内藏有逾6万枚徽章各种类型的功勋章、纪念章、证章，逾2万件与军品文物，以及近万册文献资料。
该馆的徽章类藏品以抗日战争时期的徽章为主，共有4.6万余枚，包括该时期的各类重要人物及战斗英雄的纪念勋章，以及与大生产运动及抗日军政大学有关的勋章；其他类型的徽章则包括自匈牙利、南斯拉夫等国收集的各类徽章。至于军品文物，则以近现代军装、军帽、军鞋等物品为主，另有东北民主联军及东北人民解放军等数支部队的肩章；同时，该馆还收集了陈纳德参与中国抗日战争时的军装、作战装备等物品。除此之外，该馆还收集了两千余件与现时惠州市辖境内的革命、建设有关的史料，并收集了大量反映侵华日军占领惠州期间的暴行的资料。

## 行经公共交通
- 南线客运站[7]：17、20、44、201、213、203